# Monstre de Mogollon
Dans le folklore de l'Arizona, le monstre de Mogollon (anglais : Mogollon Monster, prononcé mʌɡᵻˈjoʊn, moʊɡəˈjoʊn ou encore mɒɡɒdʒɔːn) est une créature censée vivre dans le centre et l'Est de l'Arizona, le long du Mogollon Rim.

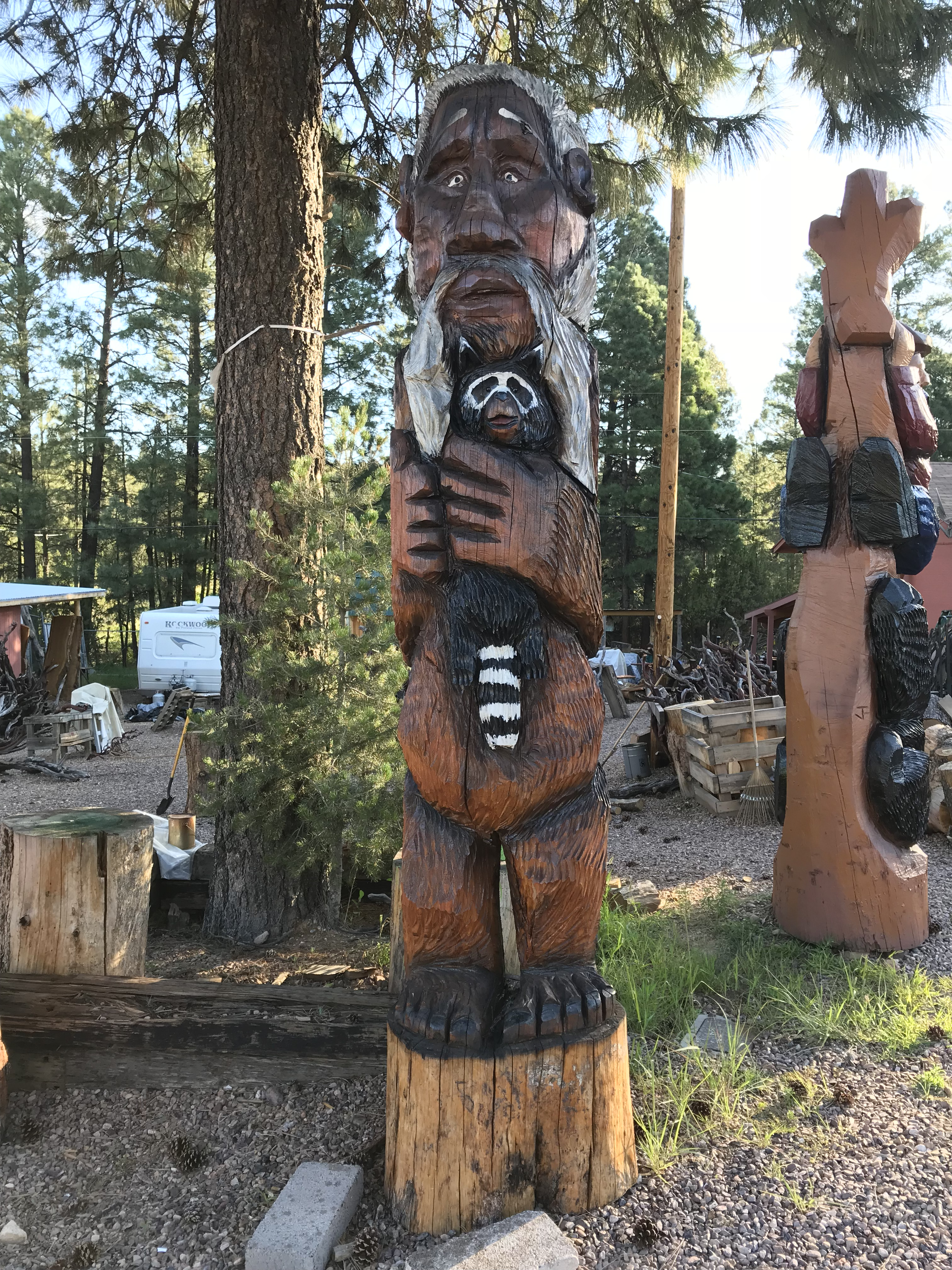
Gravure sur bois représentant le monstre de Mogollon

## Description

### Apparence physique
Le monstre de Mogollon est décrit comme un humanoïde bipède, d'une taille d'environ 2,10 m, d'une force inhumaine, aux grands yeux (parfois qualifiés de « rouges » et de « sauvages »). Son corps est recouvert d'un long pelage noir ou brun-roux, à l'exclusion de sa poitrine, de son visage, de ses mains et de ses pieds. Certains témoignages signalent qu'il possède une forte odeur de poisson mort, de mouffette ou de sphaigne pourrissante.

### Comportement
La créature est supposée être nocturne, omnivore, très territoriale et parfois violente. Sa démarche est caractérisée par de très grands pas laissant des empreintes de 55 cm. Le monstre de Mogollon émet des sifflements, imite les oiseaux ou les coyotes, mais parfois des cris perçants décrits comme ressemblant à celui d'une « femme en grande détresse ». Certains témoins signalent avoir assisté vu le monstre décapiter des élans ou d'autres animaux avant de les dévorer. Un autre détail souvent mentionné est un étrange silence avant la rencontre avec le monstre comme dans le cas d'autres animaux prédateurs.

## Témoignages
Le plus ancien témoignage connu est rapporté dans une édition de 1903 du journal The Arizona Republic. La plupart des rencontres présumées se sont produites près du Mogollon Rim.

## Point de vue scientifique
Le professeur de biologie, Stan Lindstedt, de l'université du Nord de l'Arizona, rejette l'idée qu'une créature humanoïde puisse restée cachée dans la région, et fait du monstre de Mogollon une créature purement légendaire.
De manière générale, la communauté scientifique considère les témoignages de l'existence du monstre comme des canulars ou des erreurs d'interprétation. Jusque dans les années 1930 des grizzlis étaient présents dans les forêts d'Arizona et peuvent expliquer les premières apparition du monstre de Mogollon. Les témoignages actuels peuvent quant à eux être reliés à d'autres grands mammifères tels que l'ours noir, le puma ou le wapiti.